# Percy Montgomery
Percival Colin „Percy“ Montgomery (* 15. März 1974 in der Walvis Bay, Südafrika) ist ein ehemaliger südafrikanischer Rugby-Union-Spieler. In der Position als Schlussmann spielte er für die südafrikanische Rugby-Union-Nationalmannschaft, mit der er 2007 Weltmeister und der nach Punkten erfolgreichste Spieler wurde. Mit dem Ende der Tri Nations 2008 gab er sein Nationalmannschaftskarriereende bekannt. Er war jedoch noch eine weitere Saison für die Stormers aktiv. Er arbeitet nach seinem Karriereende als Assistenztrainer bei der südafrikanischen Nationalmannschaft.
Percy Montgomery startete 1996 seine sportliche Karriere bei der Western Province im Currie Cup und bei den Stormers im Super 12. Ende 2002 wechselte er nach Wales um für den Newport RFC und ab 2003 für die Newport Gwent Dragons zu spielen. 2006 kehrte er nach Südafrika zurück. Hier spielte er als Schlussmann für die Natal Sharks im Currie Cup und für die Sharks im Super 14. Nach der Weltmeisterschaft 2007 wechselte er zum französischen Klub USA Perpignan.
Percy Montgomery war von 1997 bis 2001 und von 2004 bis 2008 Mitglied der südafrikanischen Nationalmannschaft. Seinen ersten Auftritt für die „Springboks“, der südafrikanischen Nationalmannschaft hatte er 1997 im Spiel gegen die englische Rugby-Union-Nationalmannschaft. 2002 und 2003 wurde er wegen seines Aufenthalts außerhalb Südafrikas nicht für die Nationalmannschaft berücksichtigt. Percy Montgomery hält gleichzeitig den südafrikanischen Allzeitrekord für Länderspielteilnahmen und dabei erzielten Punkten.
Insbesondere während der Anfangszeit seiner Laufbahn erregte Percy Montgomery wegen seiner wechselhaften Leistungen und insbesondere wegen seiner unsportlichen Fehltritte Aufsehen. Nach einem Zwischenfall mit einem Linienrichter bei einem Spiel gegen Swansea RFC im Mai 2003 wurde er von der Welsh Rugby Union für 18 Monate gesperrt. Auch seine stark schwankende spielerische Konstanz, verbunden mit der Fähigkeit über den Ausgang eines Spiels zum Positiven oder zum Negativen zu entscheiden, wird als eines seiner Markenzeichen angesehen. Der australische Fernsehsender Fox TV vergibt in seiner Sendung Inside Rugby wöchentlich den „Percy“ an den schlechtesten Spieler als Anspielung auf die gelegentlichen folgenschweren und oft spielentscheidenden Fehler von Percy Montgomery. Dennoch genießt Percy Montgomery insbesondere in Südafrika viele Sympathien.
2008 erhielt er den Order of Ikhamanga in Silber.